# Нова социалдемократическа партия
 Тази статия е за партията в Северна Македония.  За българската партия от края на 20 век вижте Нова социалдемократическа партия (България).  
Нова социалдемократическа партия (на македонска литературна норма: Нова социјалдемократска партија) е политическа партия в Северна Македония.
Партията е формирана през ноември 2005 година от група отцепили се членове на Социалдемократическия съюз на Македония, начело с Тито Петковски. Учредителното събрание на партията е на 30 ноември, а учредителният конгрес на 17 декември 2005 година.
На парламентарните избори през 2006 година партията печели 6% от вота на избирателите и вкарва 7 депутати. Партията влиза в управляващата коалиция и участва в новото правителство на страната с трима министри - Живко Янкуловски на земеделието и образованието, Лазар Еленовски на отбраната и Вера Рафайловска на икономиката. През август 2007 година депутатката Ягнула Куновска напуска партията и тя остава само с 6 депутати.